# Songpan
Songpan (en chino, 松潘; pinyin, Sōngpān; en tibetano: ཟུང་ཆུ, wylie: zung chu, ZWPY: Sungqu)
es un condado bajo bajo la administración directa de la Prefectura Ngawa. Se ubica al norte de Sichuan ,en el centro de la República Popular China. Su área es de 8341 km² y su población total para 2010 superó los 72 mil habitantes.
La capital del condado es el poblado Jin'an ubicado en la Meseta Tibetana a 2850 metros sobre el nivel del mar

## Administración
Desde octubre de 2022, el condado Songpan divide en 17 pueblos administrados en 7 poblados, 9 villas y 1 villa étnica.
- Poblado Jin'an 进安镇
- Poblado Chuanzhusi 川主寺镇
- Poblado Qinyun 青云镇
- Poblado Zhenjiangguan 镇江关镇
- Poblado Hongtu 红土乡
- Poblado Xiaohe 小河乡
- Poblado Maoergai 毛儿盖镇
- Villa Anhong 安宏乡
- Villas Zhenping 镇坪乡
- Villa  Minjiang 岷江乡
- Villa Daxing 大姓乡
- Villa Baiyang 白羊乡
- Villa Xiaoxing 小姓乡
- Villa Yanyun 燕云乡
- Villa Huanglong 黄龙乡
- Villa Xiabazhai 下八寨乡
- Villa etnica Shili hui 十里回族乡

## Toponimia
En el año 618 durante la dinastía Tang, se estableció Songzhou (松州 'Provincia Song'). En el año 1104 durante la dinastía Song, Pan Luozhi (潘罗支), el líder de la tribu Tufan (吐番), se rindió a la corte Song y se estableció Panzhou (潘州 'Provincia Pan').
En el año 1379, durante la dinastía Ming, se establecieron en simultáneo  las guarniciones Songzhou (松州卫) y Panzhou (潘州卫), poco después, ambas guarniciones se fusionaron en una sola, llamada Songpan (松潘卫).
De esta manera, el nombre Songpan (松潘) surgió como una combinación de Songzhou (松州) y Panzhou (潘州).

## Historia
El antiguo poblado de Songpán fue construido por la dinastía Tang y luego fue reconstruido por la dinastía Ming. Songpan fue un importante punto militar. También fue un centro de comercio de animales y té entre las provincias de Sichuan, Gansu, Qinghai y Tíbet. En agosto de 1935, dirigido por Mao Zedong y Zhou Enlai, la retirada del ejército chino comunista marcharon a través de los pantanos en la meseta de Songpán para avanzar a la provincia noroccidental.

## Clima
Debido al terreno montañoso el clima de la ciudad es frío con lluvia. Enero es el mes más frío con -4C y julio con 15C.
| Parámetros climáticos promedio de Songpan (1971−2000) | Parámetros climáticos promedio de Songpan (1971−2000) | Parámetros climáticos promedio de Songpan (1971−2000) | Parámetros climáticos promedio de Songpan (1971−2000) | Parámetros climáticos promedio de Songpan (1971−2000) | Parámetros climáticos promedio de Songpan (1971−2000) | Parámetros climáticos promedio de Songpan (1971−2000) | Parámetros climáticos promedio de Songpan (1971−2000) | Parámetros climáticos promedio de Songpan (1971−2000) | Parámetros climáticos promedio de Songpan (1971−2000) | Parámetros climáticos promedio de Songpan (1971−2000) | Parámetros climáticos promedio de Songpan (1971−2000) | Parámetros climáticos promedio de Songpan (1971−2000) | Parámetros climáticos promedio de Songpan (1971−2000) |
| Mes                                                   | Ene.                                                  | Feb.                                                  | Mar.                                                  | Abr.                                                  | May.                                                  | Jun.                                                  | Jul.                                                  | Ago.                                                  | Sep.                                                  | Oct.                                                  | Nov.                                                  | Dic.                                                  | Anual                                                 |
| ----------------------------------------------------- | ----------------------------------------------------- | ----------------------------------------------------- | ----------------------------------------------------- | ----------------------------------------------------- | ----------------------------------------------------- | ----------------------------------------------------- | ----------------------------------------------------- | ----------------------------------------------------- | ----------------------------------------------------- | ----------------------------------------------------- | ----------------------------------------------------- | ----------------------------------------------------- | ----------------------------------------------------- |
| Temp. máx. media (°C)                                 | 6.4                                                   | 8.4                                                   | 11.7                                                  | 15.0                                                  | 17.7                                                  | 19.9                                                  | 22.1                                                  | 22.2                                                  | 18.1                                                  | 14.3                                                  | 10.6                                                  | 7.4                                                   | 14.5                                                  |
| Temp. mín. media (°C)                                 | −10.8                                                 | −7.9                                                  | −3.3                                                  | 0.6                                                   | 4.4                                                   | 7.6                                                   | 9.2                                                   | 8.5                                                   | 6.5                                                   | 2.1                                                   | −4.5                                                  | −9.6                                                  | 0.2                                                   |
| Precipitación total (mm)                              | 6.5                                                   | 11.7                                                  | 33.7                                                  | 62.7                                                  | 107.7                                                 | 123.1                                                 | 101.2                                                 | 84.0                                                  | 115.5                                                 | 70.4                                                  | 11.9                                                  | 4.2                                                   | 732.6                                                 |
| Días de precipitaciones (≥ 0.1 mm)                    | 6.0                                                   | 8.1                                                   | 13.5                                                  | 17.2                                                  | 20.4                                                  | 21.7                                                  | 18.5                                                  | 15.4                                                  | 19.1                                                  | 17.9                                                  | 6.4                                                   | 4.1                                                   | 168.3                                                 |
| Horas de sol                                          | 169.0                                                 | 148.4                                                 | 160.5                                                 | 163.3                                                 | 159.3                                                 | 136.8                                                 | 153.3                                                 | 164.8                                                 | 113.5                                                 | 129.6                                                 | 157.0                                                 | 175.6                                                 | 1831.1                                                |
| Humedad relativa (%)                                  | 51                                                    | 53                                                    | 59                                                    | 63                                                    | 67                                                    | 72                                                    | 74                                                    | 73                                                    | 75                                                    | 72                                                    | 61                                                    | 53                                                    | 64.4                                                  |
| Fuente: China Meteorological Administration           |                                                       |                                                       |                                                       |                                                       |                                                       |                                                       |                                                       |                                                       |                                                       |                                                       |                                                       |                                                       |                                                       |

## Economía
La columna vertebral de la economía de Songpan es la agricultura y el ganado. En recientes años el turismo ha tomado fuerza en la región, Huanglong es un ejemplo de las atracciones turísticas.